# Nativismo
Il nativismo è la politica o la pratica di preservare o far rivivere una cultura indigena. 
Altro significato è quello che indica una politica di destra volta a proteggere gli interessi degli abitanti nativi contro quelli degli immigrati, compreso il sostegno di misure di restrizione dell'immigrazione.

Negli studi accademici, il nativismo è un termine tecnico standard, sebbene coloro che sostengono questa visione politica in genere non accettino l'etichetta. Oezguer Dindar ha scritto:
In filosofia il termine è un sinonimo di innatismo.